# Luzón (Spanien)
Luzón bezeichnet einen Ort und eine Gemeinde (municipio) mit nur noch 58 Einwohnern (Stand: 2024) im Norden der Provinz Guadalajara in der Autonomen Gemeinschaft Kastilien-La Mancha. Die Gemeinde gehört zur dünnbesiedelten Region der Serranía Celtibérica.

## Toponym
Es wird angenommen, dass der Ortsname vom keltiberischen Volksstamm der Lusonen herzuleiten ist. Möglicherweise ist der Name der philippinischen Hauptinsel Luzón vom spanischen Ort abgeleitet worden.

## Lage und Klima
Der Ort Luzón liegt am Oberlauf des Río Tajuña im gebirgigen Norden der Provinz Guadalajara nahe der Grenze zur Provinz Soria in einer Höhe von ca. 1180 m. Die Entfernung zur südwestlich gelegenen Provinzhauptstadt Guadalajara beträgt knapp 100 km (Fahrtstrecke). Die Stadt Sigüenza befindet sich etwa 40 km westlich; der kleine aber historisch und kulturell bedeutsame Ort Medinaceli liegt nur etwa 30 km in nordwestlicher Richtung entfernt. Das Klima von Luzón ist wegen der Höhenlage als gemäßigt zu bezeichnen; Regen (ca. 540 mm/Jahr) fällt überwiegend im Winterhalbjahr.

## Bevölkerungsentwicklung
| Jahr      | 1857 | 1900 | 1950 | 2000 | 2019 |
| Einwohner | 842  | 972  | 505  | 82   | 68   |

Infolge der Mechanisierung der Landwirtschaft, der Aufgabe bäuerlicher Kleinbetriebe („Höfesterben“) und des damit einhergehenden Verlusts von Arbeitsplätzen ist die Bevölkerungsentwicklung seit Beginn des 20. Jahrhunderts stark rückläufig.

## Wirtschaft
Die Gemeinde lebte jahrhundertelang ausschließlich vom Getreideanbau (Gerste und Weizen), der hauptsächlich zur Selbstversorgung betrieben wurde; auch Viehhaltung (Schafe, Ziegen, Hühner) fand in geringem Maße statt. In seiner Blütezeit diente der Ort als merkantiles, handwerkliches und kulturelles Zentrum für die inzwischen zumeist verschwundenen Weiler und Einzelgehöfte in seiner Umgebung. Heute spielt die Landwirtschaft immer noch die wichtigste Rolle, doch sind auch Einnahmen aus dem Tourismus (Vermietung von Ferienwohnungen) zu verzeichnen.

## Geschichte
Auf einem Hügel des Gemeindegebiets wurde das keltiberische Castrum von La Cava freigelegt; dagegen wurden weder römische noch westgotische Spuren entdeckt. Nach der arabisch-maurischen Eroberung entvölkerten sich weite Gebiete im Norden der Iberischen Halbinsel, die nach der im 10. Jahrhundert begonnenen und in der zweiten Hälfte des 11. Jahrhunderts unter Alfons VI. vollendeten Rückeroberung (reconquista) Neukastiliens, die in der Einnahme der etwa 200 Kilometer weiter südwestlich gelegenen Stadt Toledo im Jahr 1085 ihren vorläufigen Höhepunkt fand, neu- oder wiederbesiedelt wurden (repoblación). Die Region gehörte im hohen Mittelalter zur Villa y Tierra de Medinaceli; in dieser Zeit wurde die Bevölkerung der Stadt Medinaceli und der umliegenden Orte vorübergehend exkommuniziert, weil diese sich weigerte, sich an den Kosten für den Neubau der Kathedrale von Sigüenza zu beteiligen.

## Sehenswürdigkeiten

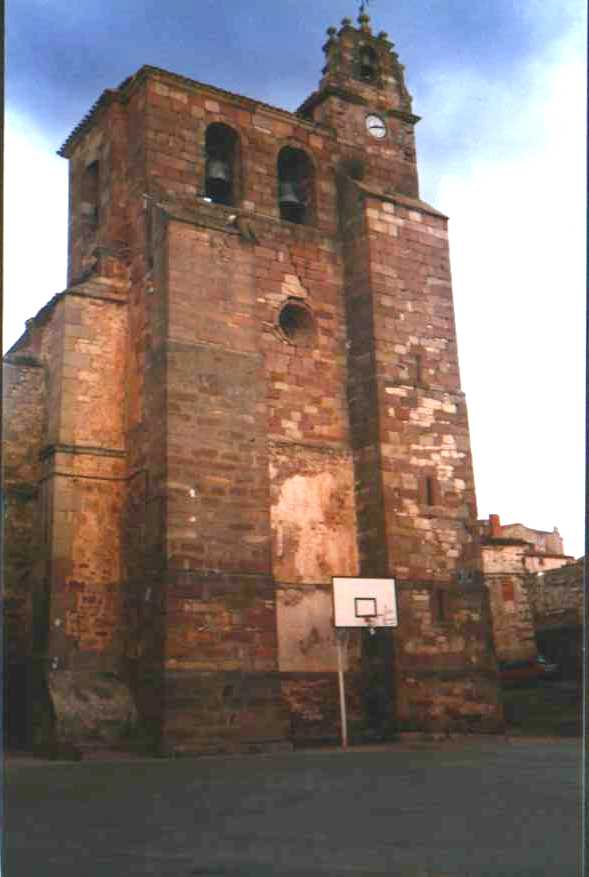
Iglesia de San Pedro Apóstol

- Die örtliche Pfarrkirche ist dem Apostel Petrus geweiht und stammt aus dem 16. Jahrhundert. Der Bau beeindruckt vor allem durch seine in einem Glockengeschoss endende, aber insgesamt eher burgartig wirkende Westfassade, deren rechter Strebepfeiler in der Barockzeit noch einen Aufsatz in Form eines Glockengiebels (espadaña) erhielt. Das Renaissanceportal der Kirche befindet sich – wie in der Region üblich – auf der Südseite. Das einschiffige Langhaus und das Querhaus beeindrucken durch ihre Höhe. Der barocke Altarretabel in der Apsis stammt aus dem Jahr 1747 und wurde von dem Bildschnitzer Francisco del Castillo gefertigt. Aus etwa derselben Zeit stammen die beiden Altaraufsätze im Transept.[3]
- Auf einem Hügel oberhalb des Ortes befindet sich die Ermita de la Virgen de la Peña, die ein Bildnis der als wundertätig verehrten Ortspatronin, der Jungfrau María, beherbergt.

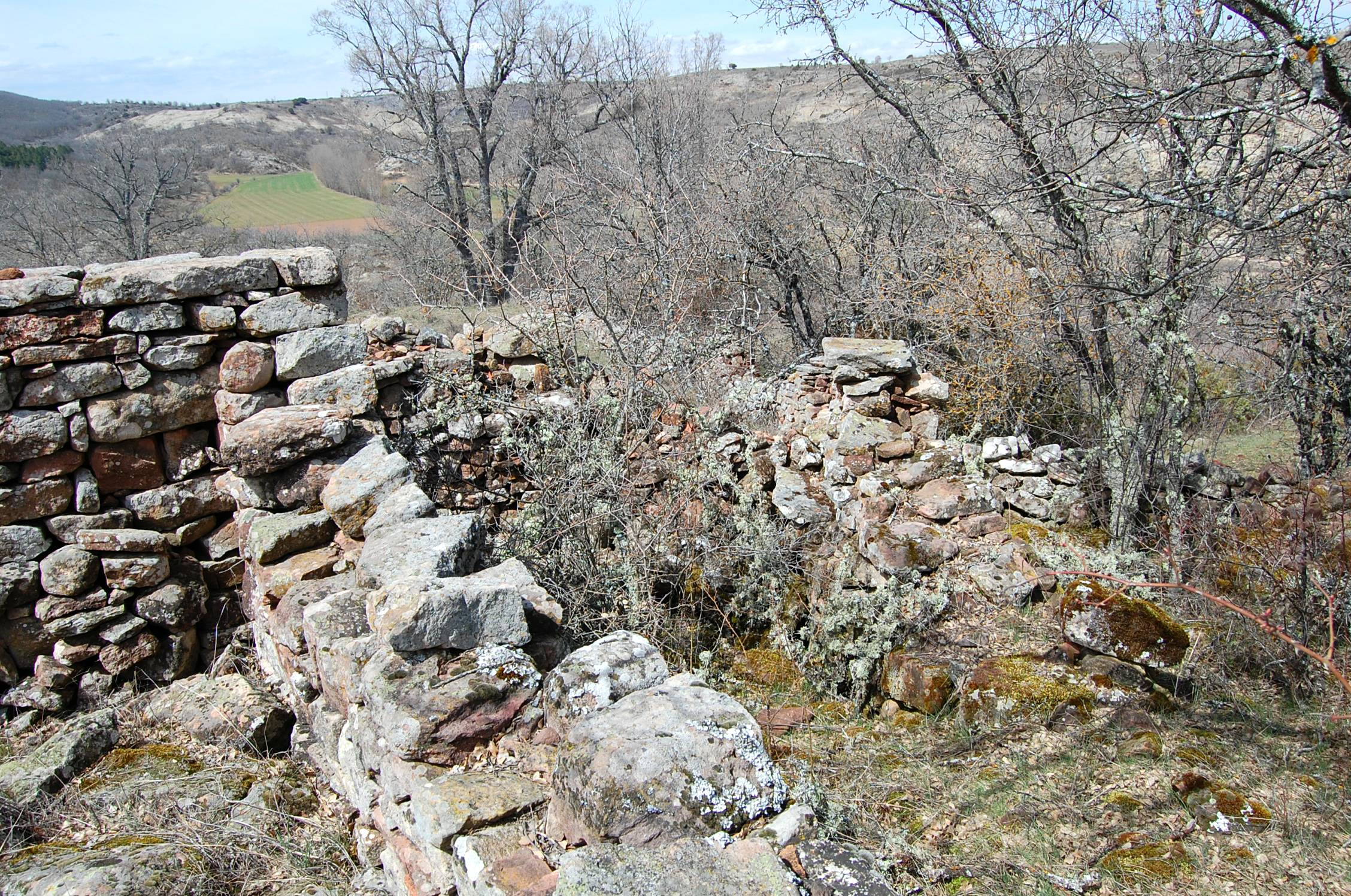
Castro Celtibérico de La Cava

- Am Weg in Richtung des außerhalb des Ortes gelegenen Friedhofs steht die deutlich kleinere Ermita de San Roque.
- In der Nähe eines Brunnens befindet sich eine Viehtränke und ein restauriertes Waschhaus aus dem 19. Jahrhundert.

Umgebung
- Etwa 1,5 km außerhalb des Ortes wurde bereits in der ersten Hälfte des 20. Jahrhunderts das Keltiberische Castrum La Cava freigelegt. Der hierhin führende Wanderweg verläuft weiter in Richtung Westen bis zu dem etwa 15 km entfernten Nachbarort Anguita, in dessen Umgebung ebenfalls keltiberische Spuren zu finden sind.